# Die Sommermelodie
Chansons représentant l'Allemagne au Concours Eurovision de la chanson
Junger Tag
(1973) Ein Lied kann eine Brücke sein
(1975)
Die Sommermelodie (en français La Mélodie de l'été) est la chanson représentant l'Allemagne au Concours Eurovision de la chanson 1974 à La Haye aux Pays-Bas. Elle est interprétée par Cindy & Bert.

## Eurovision
Le choix est interne à la Hessischer Rundfunk. Les interprètes Cindy & Bert, Jürgen Marcus et Anne-Karin sont retenus. Les compositeurs et les paroliers sont invités à écrire deux chansons chacun pour les interprètes. De plus, deux chansons sont soumises par des compositeurs sélectionnés pour le concours par les directeurs du divertissement de l'ARD.
Le 23 janvier 1974, douze chansons sont rejetées lors de la sélection interne, car il n'y a pas un nombre suffisant de titres disponibles pour une décision éclairée et qu'il n'y a pas non plus de favori clair. La présentation de nouvelles chansons est repoussée au 20 février 1974 pour. D'une sélection de 24 chansons, trois titres émergent.
Le jury interne retient Cindy & Bert avec le titre Die Sommermelodie, qui est présenté au public le 11 mars 1974 dans l'émission Die Montagsmaler.
La chanson schlager composée par Werner Scharfenberger et écrite par Kurt Feltz sort en avril 1974 ne se classe pas dans les meilleures ventes. On enregistre également une version en anglais Our Summer Song of Love et une autre en suédois En sommermelodi.
La chanson est la quatorzième de la soirée, suivant Cross Your Heart interprétée par Tina Reynolds pour l'Irlande et précédant Mein Ruf nach dir interprétée par Piera Martell pour la Suisse.
Le soir du concours, les interprètes sont vêtu de verts vifs. Le compositeur Werner Scharfenberger dirige lui-même. Deux choristes masculins et deux choristes féminins forment le chœur. Par rapport à l'enregistrement unique, les instruments à vent sont nettement plus dominants, surtout vers la fin.
À la fin des votes, la chanson obtient 3 points et finit à la dernière place sur dix-sept participants, ex aequo avec The First Day of Love pour la Norvège, E depois do adeus pour le Portugal et la Suisse.

### Points attribués à l'Allemagne
| 10 points | 9 points | 8 points | 7 points | 6 points                    |
| --------- | -------- | -------- | -------- | --------------------------- |
|           |          |          |          |                             |
| 5 points  | 4 points | 3 points | 2 points | 1 point                     |
|           |          |          |          | - Belgique - Grèce - Suisse |